# Повой заметный
Повой заметный (лат. Calystegia sepium subsp. spectabilis) — подвид многолетних травянистых растений рода Повой (Calystegia) семейства Вьюнковые (Convolvulaceae). Русскоязычное название указано по устаревшему синониму Calystegia spectabilis, также в литературе и интернет-источниках встречается как Повой волосистый (Calystegia pellita), либо Повой даурский (Calystegia daurica). Буквальным переводом современного латинского именования является Повой заборный подвид заметный, которое в авторитетных ботанических источниках ещё не встречается.

## Ботаническое описание
Многолетнее травянистое вьющееся растение с длинным ветвистым корневищем. Стебли длиной 40–80 (100) и более см, опушённые или голые, прямостоячие или приподнимающиеся в нижней части, ветвящиеся в верхней.
Черешки листьев короткие, длиной 5–6 мм или 2–8 см, листовая пластинка от вытянутой ланцетной до более менее треугольной формы с выраженными нижними долями, достигающими ⅓–½ длины центральной жилки, голые или редкоопушённые. Форма разреза между долями овальная, расходящаяся.
Цветоносы не превышают длины листа. Прицветники около 3 × 2,2 см, яйцевидные, килевидные или мешковидные у основания, кончик заостренный, либо туповатый. Венчик розовый (4,5)5,5–6,5 см. Форма прицветников и более крупный размер венчика выделяет подвид в составе вида повой заборный. Тычинки длиной до 3 см, пыльники 5,5–6,5 мм.
Плод — коробочка около 1 см длиной с коротким острым кончиком.

## Распространение и экология
Природный ареал охватывает Китай, Корею, Японию, интродуцирован в Северной Европе. В России встречается в Восточной и Западной Сибири, на Дальнем Востоке. Вид включен в ботанический атлас растений Ленинградской области.
Произрастает по берегам рек, на пустырях, залежах, травянистых склонах, лугах, в зарослях кустарников, изредка в посевах.

## Классификация

### Таксономия
Calystegia sepium subsp. spectabilis Brummitt, 1971, Bot. J. Linn. Soc. 64: 73
Подвид Повой заборный подвид заметный относится к виду Повой заборный (Calystegia sepium) рода Повой (Calystegia) семейства Вьюнковые (Convolvulaceae) порядка Паслёноцветные (Solanales). Кладограмма в соответствии с Системой APG IV по состоянию на декабрь 2023 года:
|  |                                      |  |                                   |                                   |                     |  | ещё 4 семейства | ещё 4 семейства |                |  |  |  | еще 32 подтвержденных вида и 10 видов, ожидающих подтверждения | еще 32 подтвержденных вида и 10 видов, ожидающих подтверждения |  |  |
|  |                                      |  |                                   |                                   |                     |  | ещё 4 семейства | ещё 4 семейства |                |  |  |  | еще 32 подтвержденных вида и 10 видов, ожидающих подтверждения | еще 32 подтвержденных вида и 10 видов, ожидающих подтверждения |  |  |
|  |                                      |  |                                   | порядок Паслёноцветные            |                     |  |                 |                 | род Повой      |  |  |  |                                                                | Повой заборный подвид заметный                                 |  |  |
|  |                                      |  |                                   | порядок Паслёноцветные            |                     |  |                 |                 | род Повой      |  |  |  |                                                                | Повой заборный подвид заметный                                 |  |  |
|  | отдел Цветковые, или Покрытосеменные |  |                                   |                                   | семейство Вьюнковые |  |                 |                 | Повой заборный |  |  |  |                                                                |                                                                |  |  |
|  | отдел Цветковые, или Покрытосеменные |  |                                   |                                   |                     |  |                 |                 |                |  |  |  |                                                                |                                                                |  |  |
|  |                                      |  | ещё 63 порядка цветковых растений | ещё 63 порядка цветковых растений |                     |  |                 | еще 58 родов    | еще 58 родов   |  |  |  | еще 5 внутривидовых таксонов                                   |                                                                |  |  |
|  |                                      |  |                                   | ещё 63 порядка цветковых растений |                     |  |                 |                 | еще 58 родов   |  |  |  |                                                                |                                                                |  |  |

### Синонимы
- Calystegia dahurica (Herb.) G.Don
- Calystegia sagittata Turcz.
- Calystegia sepium var. integrifolia Liou & Ling
- Calystegia spectabilis (Brummitt) Tzvelev